# Lixil
Lixil (リクシル, Rikushiru) est une entreprise japonaise d’équipements domestiques. 

## Histoire
En 2013 Lixil a acquis American Standard pour 542 millions de dollars. En septembre 2013, Lixil a racheté 87,5 % du groupe allemand Grohe pour 3,06 milliards de dollars.

## Activité
Lixil possède des activités dans les équipements de cuisines, fenêtres, portes, murs-rideaux, ainsi que dans la construction plus stricto sensu.